# Mini footy
Pour les articles homonymes, voir Footy.
Le mini footy (en Australie), ou mini league au (Royaume-Uni), est une variante du rugby à XIII développée [Quand ?] par la fédération australienne afin d'accoutumer progressivement les enfants ou jeunes néophytes à ce sport rude et exigeant. Les séquences de jeux sont organisées de manière à privilégier la répétition des phases défensives et offensives.
Principes :
- 3 périodes de 10 minutes
- 8 joueurs par équipes
- 1 session de 4 tenus (et non de 6) avant de rendre le ballon à l'adversaire
- chaque joueur doit rester au moins une tiers-temps complet (sauf exclusion ou blessure)
- mini terrain et ballon de petit format
- entraîneurs, arbitres et soigneurs doivent avoir des accréditations nationales
- respect des codes de bonne conduite et de jeu non dangereux (safe play)